# HD191404
HD191404 — хімічно пекулярна зоря спектрального класу A1, що має видиму зоряну величину в смузі V приблизно  9,2.
Вона  розташована на відстані близько 647,1 світлових років від Сонця.